# (3575) Anyuta
(3575) Anyuta est un astéroïde de la ceinture principale.

## Description
(3575) Anyuta est un astéroïde de la ceinture principale. Il fut découvert le 26 février 1984 à Naoutchnyï par Nikolaï Tchernykh. Il présente une orbite caractérisée par un demi-grand axe de 2,75 UA, une excentricité de 0,12 et une inclinaison de 7,8° par rapport à l'écliptique.

## Compléments